# Raja Rafe
Raja Rafe (tiếng Ả Rập: رجا رافع, sinh ngày 1 tháng 5 năm 1983 ở Jaramana, Rif Dimashq, Syria) là một cầu thủ bóng đá Syria thi đấu ở vị trí tiền đạo cho Al-Wahda, thi đấu ở Giải bóng đá ngoại hạng Syria và là thành viên của Đội tuyển bóng đá quốc gia Syria.
Rafe là cầu thủ ghi bàn nhiều nhất trong lịch sử của Syria với 32 bàn.

## Bàn thắng quốc tế
Tỉ số và kết quả liệt kê bàn thắng của Syria trước.
| #   | Ngày                 | Địa điểm                                              | Đối thủ      | Tỉ số | Kết quả | Giải đấu                                     |
| --- | -------------------- | ----------------------------------------------------- | ------------ | ----- | ------- | -------------------------------------------- |
| 1.  | 17 tháng 12 năm 2002 | Sân vận động CLB Thể thao Al Kuwait, Thành phố Kuwait | Yemen        | 1–0   | 4–0     | 2002 Arab Nations Cup                        |
| 2.  | 21 tháng 12 năm 2002 | Sân vận động CLB Thể thao Al Kuwait, Thành phố Kuwait | Liban        | 2–0   | 4–1     | 2002 Arab Nations Cup                        |
| 3.  | 21 tháng 12 năm 2002 | Sân vận động CLB Thể thao Al Kuwait, Thành phố Kuwait | Liban        | 3–0   | 4–1     | 2002 Arab Nations Cup                        |
| 4.  | 21 tháng 12 năm 2002 | Sân vận động CLB Thể thao Al Kuwait, Thành phố Kuwait | Liban        | 4–1   | 4–1     | 2002 Arab Nations Cup                        |
| 5.  | 14 tháng 11 năm 2003 | Sân vận động Sharjah, Sharjah                         | UAE          | 1–0   | 1–3     | Vòng loại Cúp bóng đá châu Á 2004            |
| 6.  | 23 tháng 3 năm 2004  | Jounieh Municipal Stadium, Jounieh                    | Liban        | 1–0   | 1–0     | Giao hữu                                     |
| 7.  | 19 tháng 4 năm 2004  | Khartoum                                              | Sudan        | 1–0   | 2–1     | Giao hữu                                     |
| 8.  | 1 tháng 6 năm 2004   | Thành phố Kuwait                                      | Kuwait       | 1–0   | 1–0     | Giao hữu                                     |
| 9.  | 3 tháng 6 năm 2004   | Thành phố Kuwait                                      | Kuwait       | 1–0   | 2–1     | Giao hữu                                     |
| 10. | 10 tháng 6 năm 2004  | Sân vận động Khaled Ibn Al Walid, Homs                | Tajikistan   | 2–1   | 2–1     | 2006 FIFA World Cup qualification            |
| 11. | 19 tháng 6 năm 2004  | Sân vận động Azadi, Tehran                            | Liban        | 3–0   | 3–1     | Giải vô địch bóng đá Tây Á 2004              |
| 12. | 23 tháng 6 năm 2004  | Sân vận động Azadi, Tehran                            | Jordan       | 1–1   | 1–1     | Giải vô địch bóng đá Tây Á 2004              |
| 13. | 25 tháng 6 năm 2004  | Sân vận động Azadi, Tehran                            | Iran         | 1–0   | 1–4     | Giải vô địch bóng đá Tây Á 2004              |
| 14. | 8 tháng 9 năm 2004   | Sân vận động Trung tâm, Dushanbe                      | Tajikistan   | 1–0   | 1–0     | Vòng loại Giải bóng đá vô địch thế giới 2006 |
| 15. | 6 tháng 10 năm 2004  | Riyadh                                                | Ả Rập Xê Út  | 1–0   | 2–2     | Giao hữu                                     |
| 16. | 26 tháng 1 năm 2005  | Sân vận động Al-Sadaqua Walsalam, Thành phố Kuwait    | Kuwait       | 2–2   | 2–3     | Giao hữu                                     |
| 17. | 9 tháng 11 năm 2007  | Sân vận động Gelora Bung Karno, Jakarta               | Indonesia    | 4–1   | 4–1     | Vòng loại Giải bóng đá vô địch thế giới 2010 |
| 18. | 18 tháng 11 năm 2007 | Sân vận động Abbasiyyin, Damascus                     | Indonesia    | 3–0   | 7–0     | Vòng loại Giải bóng đá vô địch thế giới 2010 |
| 19. | 18 tháng 11 năm 2007 | Sân vận động Abbasiyyin, Damascus                     | Indonesia    | 4–0   | 7–0     | Vòng loại Giải bóng đá vô địch thế giới 2010 |
| 20. | 18 tháng 11 năm 2007 | Sân vận động Abbasiyyin, Damascus                     | Indonesia    | 7–0   | 7–0     | Vòng loại Giải bóng đá vô địch thế giới 2010 |
| 21. | 17 tháng 5 năm 2008  | Sân vận động Abbasiyyin, Damascus                     | Iraq         | 2–0   | 2–1     | Giao hữu                                     |
| 22. | 27 tháng 12 năm 2008 | Sân vận động Hoàng tử Mohamed bin Fahd, Dammam        | Ả Rập Xê Út  | 1–1   | 1–1     | Giao hữu                                     |
| 23. | 18 tháng 1 năm 2009  | Sân vận động Al-Sadaqua Walsalam, Thành phố Kuwait    | Turkmenistan | 2–1   | 5–1     | Giao hữu                                     |
| 24. | 23 tháng 1 năm 2009  | Sân vận động Al-Sadaqua Walsalam, Thành phố Kuwait    | Kuwait       | 1–1   | 3–2     | Giao hữu                                     |
| 25. | 8 tháng 11 năm 2009  | Sân vận động SCG, Nonthaburi                          | Thái Lan     | 1–0   | 1–1     | Giao hữu                                     |
| 26. | 14 tháng 11 năm 2009 | Sân vận động Quốc gia Mỹ Đình, Hà Nội                 | Việt Nam     | 1–0   | 1–0     | Vòng loại Cúp bóng đá châu Á 2011            |
| 27. | 23 tháng 1 năm 2010  | Sân vận động Abbasiyyin, Damascus                     | Thụy Điển    | 1–0   | 1–1     | Giao hữu                                     |
| 28. | 15 tháng 10 năm 2013 | Sân vận động Jalan Besar, Singapore                   | Singapore    | 1–2   | 1–2     | Vòng loại Cúp bóng đá châu Á 2015            |
| 29. | 31 tháng 3 năm 2015  | Sân vận động Pamir, Dushanbe                          | Tajikistan   | 1–0   | 3–2     | Giao hữu                                     |
| 30. | 31 tháng 3 năm 2015  | Sân vận động Pamir, Dushanbe                          | Tajikistan   | 2–0   | 3–2     | Giao hữu                                     |
| 31. | 11 tháng 6 năm 2015  | Sân vận động Samen, Mashhad                           | Afghanistan  | 1–0   | 6–0     | Vòng loại giải vô địch bóng đá thế giới 2018 |
| 32. | 11 tháng 6 năm 2015  | Sân vận động Samen, Mashhad                           | Afghanistan  | 2–0   | 6–0     | Vòng loại giải vô địch bóng đá thế giới 2018 |

## Danh hiệu

### Cá nhân
- Vua phá lưới Giải bóng đá Syria: 2004, 2005, 2008, 2012, 2015.